# Inselrhein

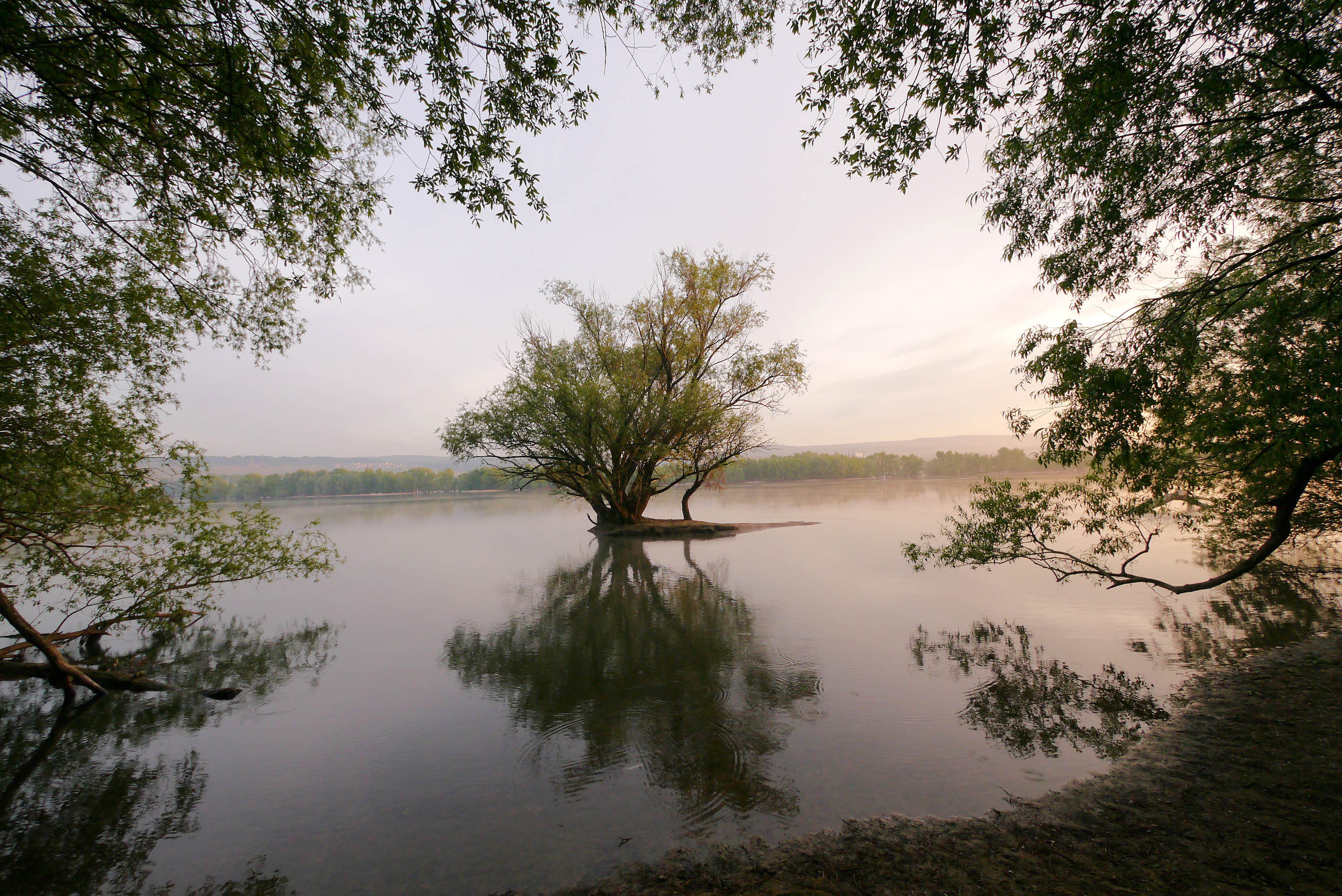
Rheinaue bei Bingen mit Silber-Weiden

Inselrhein oder Rheinauen ist die Bezeichnung eines Rhein-Abschnitts mit einer Reihe von Inseln zwischen Mainz und Bingen von Flusskilometer 499 (unterhalb der Mainmündung) bis 527,3 (oberhalb der Nahemündung). Die Flussinseln in diesem Bereich werden Auen genannt, von der Petersaue bis zur Rüdesheimer Aue. Die Bleiau und Langenau bei Ginsheim zählen nicht dazu, da sie oberhalb der Mainmündung liegen. Auch die Maaraue oberhalb der Petersaue wird nicht mehr dazugerechnet, da sie eigentlich in der Mainmündung liegt. Durch bauliche Maßnahmen wurde sie zur Halbinsel. Die Krausaue unterhalb der Rüdesheimer Aue liegt noch im Bereich der Rheinauen, gilt jedoch nicht als Insel, sondern als Untiefe. Auch die Ingelheimer Aue und die Haderaue haben wegen der Rheinbegradigung ihre Inseleigenschaft verloren, sodass die Rheinauen aus nur noch acht echten Inseln bestehen. 
Zusammen mit den angrenzenden Leitwerken, Stillgewässern und unbefestigten Uferstreifen mit ihren Auenwäldern bilden sie eine Kette von Naturschutzgebieten. Nur die Petersaue ist kein Naturschutzgebiet, sondern Wasserschutzgebiet. Dieser Abschnitt des Rheins ist der unterste Teil des Oberrheins. 1800 Meter unterhalb des westlichen Leitwerks der Rüdesheimer Aue beginnt an der Nahemündung bei Flusskilometer 529,1, oberhalb des Binger Lochs, der Mittelrhein.
Die Stillgewässer dienen vielen Wasservögeln wie Schellenten, Reiherenten und Gänsesägern zum Überwintern. Für Haubentaucher, Kormorane, Graureiher und Graugänse sind sie ganzjähriger Lebensraum. Auch für zahlreiche Watvögel bieten die Feuchtwiesen und Sandbänke Rastmöglichkeiten auf ihrem Zug. Seit einigen Jahren gibt es an mehreren Stellen auch wieder Weißstörche.
Der Auwald zählt zu den artenreichsten Gebieten in Europa. Die Weichholzaue in Ufernähe ist regelmäßiges Überschwemmungsgebiet und geprägt durch Weiden und Pappeln. Die Hartholzaue – weiter im Inneren – weist Eschen, Ulmen und Stieleichen auf. Sie ist Lebensraum von zahlreichen Vögeln wie Pirol, Nachtigall und Schwarzmilan.

## Ramsar-Gebiete (Europareservate)
Folgende Auen sind Europareservate nach der Ramsar-Konvention über Feuchtgebiete als Lebensraum für Wasser- und Watvögel:

### Mariannenaue

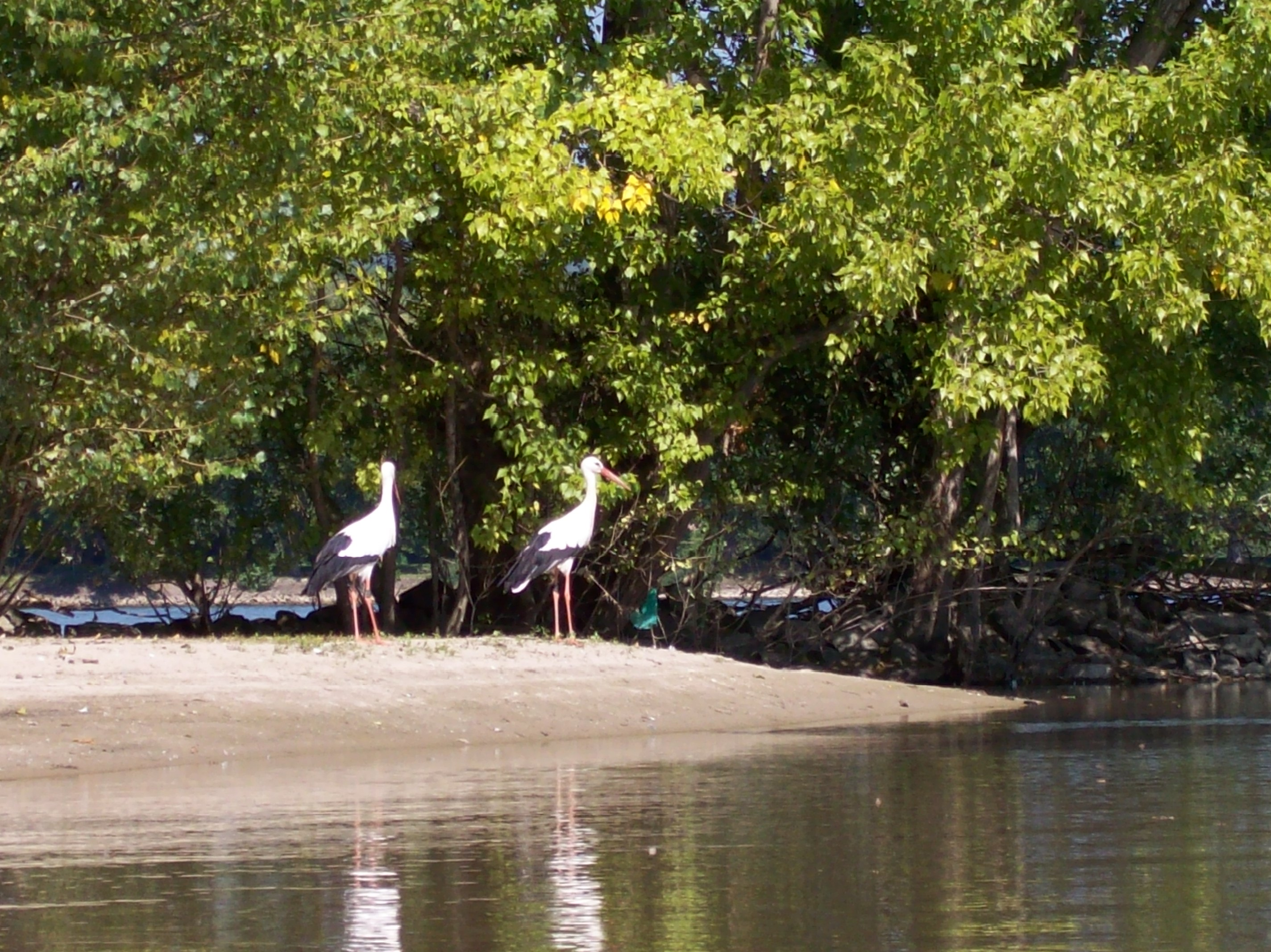
Storchenpaar auf Sandbank zwischen Ilmenaue und Fulderaue

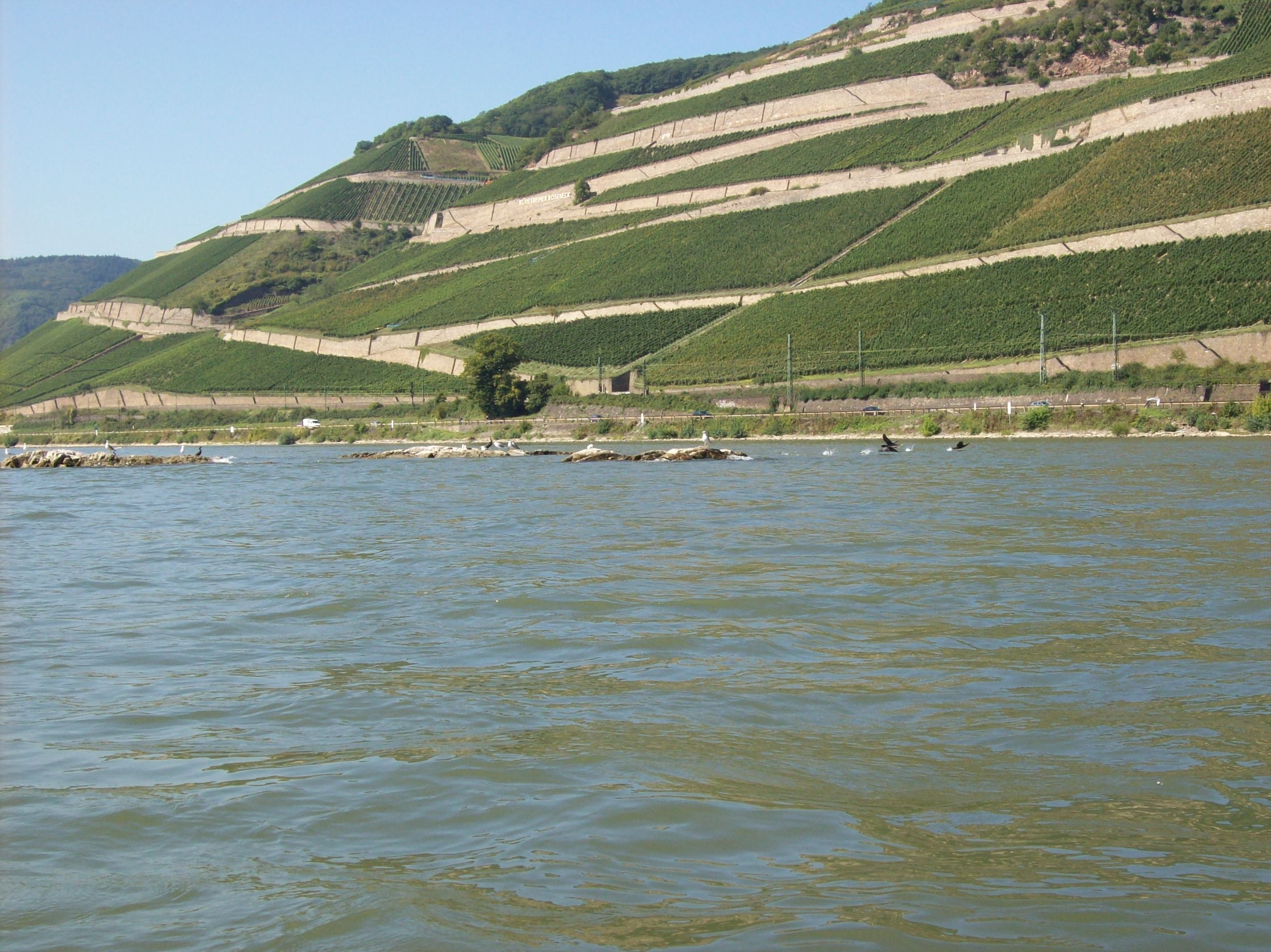
Die Krausaue ist eine Untiefe mit felsigem Untergrund, der stellenweise über den Wasserspiegel ragt

Die Mariannenaue ist von Leitwerken umgeben, die naturnahe Stillgewässer bilden. Sie ist der größte Gänserastplatz im Inselrheingebiet. Vor allem an der Westspitze sind während des Vogelzugs zahlreiche Meerenten zu beobachten. Im rheinland-pfälzischen Uferstreifen findet man auch Eisenten. Mit etwas Glück kann man auch den am Himmel kreisenden Fischadler und den bedrohten Mittelspecht antreffen. Häufiger sieht man Pirol und Grauschnäpper. Siehe auch: Mariannenaue.

### Fulderaue – Ilmenaue

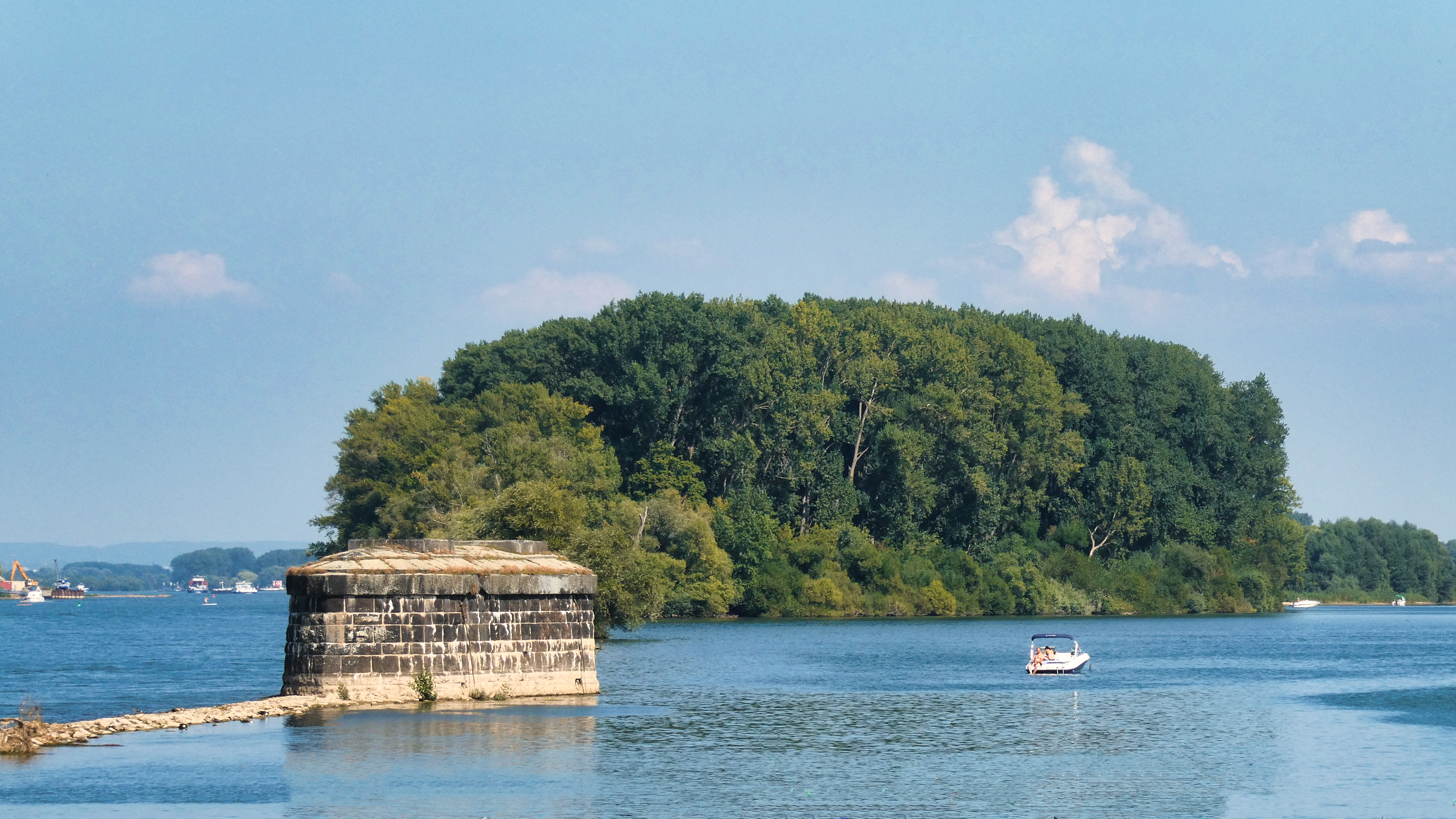
Ilmenaue mit Pfeiler der ehemaligen Hindenburgbrücke

Die Gesamtgröße des Schutzgebiets beträgt 341 ha. In den Stillwasserbereichen findet man im Winter zahlreiche Schell-, Eider-, Reiher- und Tafelenten, die hier überwintern. Kormoran, Haubentaucher, Zwergtaucher und Gänsesäger gehen auch im Hauptstrom auf Fischjagd.

### Rüdesheimer Aue
In den Auenwäldern der Rüdesheimer Aue brüten im Frühjahr zahlreiche Kormorane und Graureiher. Ganz oben in den Wipfeln bauen die Kormorane ihre Nester, die der Graureiher liegen in den tieferen Ebenen.

## Naturschutzgebiete

### Wiesbadener Rettbergsaue und Mombacher Rheinufer
Neben Graureihern und den im Laufe der letzten Jahre eingeschleppten Halsbandsittichen brüten im Bereich Rettbergsaue und dem Mombacher Rheinufer mehrere Schwarzmilane. Die hohen Bäume der Insel bieten im Herbst beim Vogelzug bis zu 200 Exemplaren dieser Vögel Schlafplatz.

### Königsklinger Aue – Haderaue

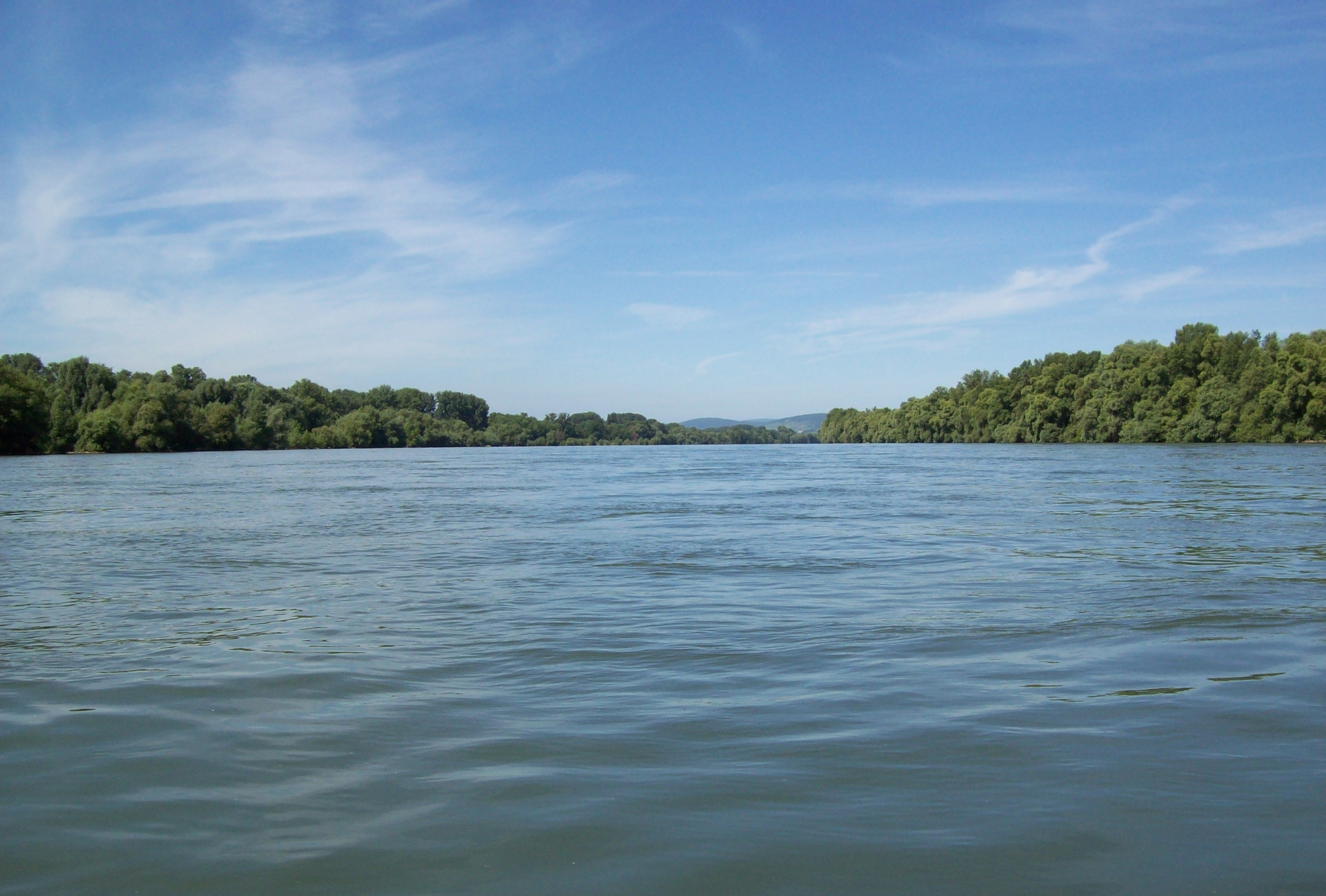
Rheinarm zwischen Mariannenaue und Alte Sandlache

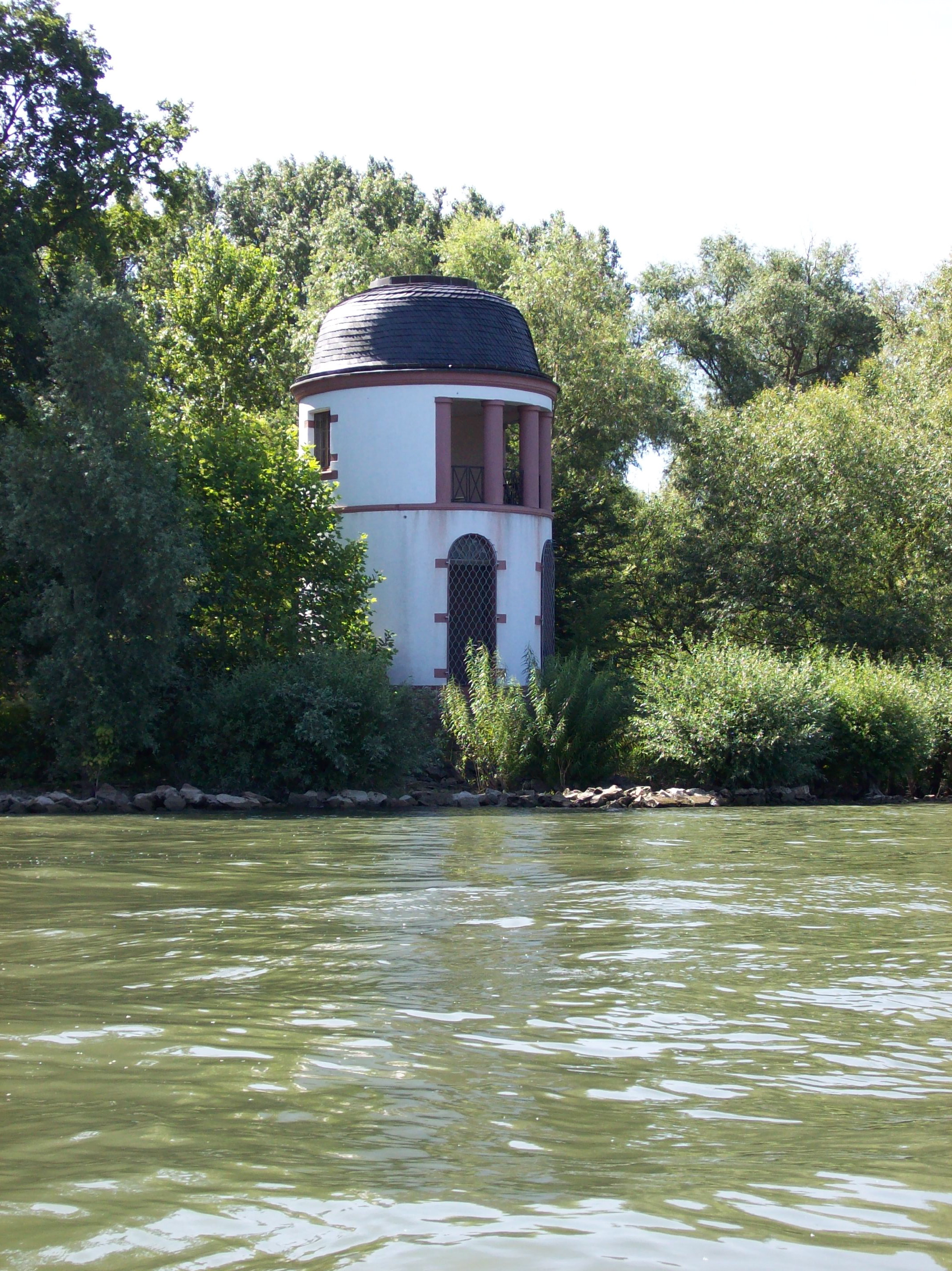
Aussichtsturm Königsklinger Aue (Privatbesitz)

Die Gesamtgröße des Schutzgebietes um die Königsklinger Aue bei Eltville liegt bei 165 ha. Das Gebiet wurde wegen seiner ausgedehnten Weichholzauwälder als Schutzgebiet gemäß der Fauna-Flora-Habitat-Richtlinie (FFH-Gebiet) der Europäischen Kommission vorgeschlagen.

### Alte Sandlache
Der 3 km lange Altrheinarm ist außer bei Überflutung ein stehendes Gewässer. Typische Vögel des Auwaldes sind hier zu sehen: Pirol, Nachtigall, Klein-, Mittel- und Buntspecht.

### Winkeler Aue
Die nur 6 ha große Winkeler Aue ist wichtiger Rastplatz für zahlreiche Durchzügler und Wintergäste. Fast alle im Europareservat rastenden Wasser- und Watvögel lassen sich hier beobachten. Neben Nachtigall und Gelbspötter beherbergt sie die Hauptbrutkolonie verschiedener einheimischer Gänse, unter anderem von Graugänsen.